# Прекрасное далёко (альбом)
«Прекрасное далёко» — дебютный альбом группы «Приключения Электроников». Презентация альбома прошла 6 ноября 2001 года в «СДК МАИ».

## Список композиций
1. «Лесной олень» (Е. Крылатов / Ю. Энтин, из фильма «Ох, уж эта Настя!») — 3:17
2. «Если с другом вышел в путь» (В. Шаинский / М. Танич, из фильма «Денискины рассказы») — 2:23
3. «Крылатые качели» (Е. Крылатов / Ю. Энтин, из фильма «Приключения Электроника») — 3:09
4. «От улыбки» (В. Шаинский / М. Пляцковский, из мультфильма «Крошка Енот») — 3:02
5. «33 коровы» (М. Дунаевский / Н. Олев, из фильма «Мэри Поппинс, до свидания!») — 2:05
6. «Неуловимые мстители (Погоня)» (Ян Френкель, из фильма «Неуловимые мстители») — 1:21
7. «Облака — белогривые лошадки» (В. Шаинский / С. Козлов, из мультфильма «Трям! Здравствуйте!») — 2:02
8. «Песня Красной Шапочки» (А. Рыбников / Ю. Михайлов, из фильма «Про Красную Шапочку») — 2:39
9. «Прекрасное далёко» (Е. Крылатов / Ю. Энтин, из фильма «Гостья из будущего») — 1:38
10. «Заводные игрушки» (Е. Крылатов / Ю. Энтин, из фильма «Приключения Электроника») — 1:47
11. «Зурбаган» (Ю. Чернавский / Л. Дербенев, из фильма «Выше Радуги») — 2:29
12. «Спят усталые игрушки» (А. Островский / З. Петрова, из передачи «Спокойной ночи, малыши!») — 3:07
13. «До свидания, Москва» (А. Пахмутова / Н. Добронравов, из церемонии закрытия Олимпийских игр в Москве) — 3:58

### История записи
Студия «Moscow Sound», Москва, 2001 год.
Сведение и мастеринг — Андрей Шабаев.

## Музыканты
- Андрей Шабаев («Червона Рутта») — вокал, гитара
- Дмитрий Спирин («Тараканы!») — вокал, бас-гитара, бэк-вокал
- Сергей Прокофьев («Тараканы!») — барабаны
- Александр Фуковский («Шлюз») — вокал, клавишные, саксофон
- Константин Савельевских («Ульи») — вокал, бас, барабаны (10)